# Смилевският конгрес (филм)
Смилевският конгрес (на македонска литературна норма: Смилевскиот конгрес) е игрален филм от Социалистическа Република Македония от 1973 година. Филмът е режисиран от Душко Наумовски, а сценарист е Славко Димевски. Главните роли се изпълняват от Драги Костовски (Даме Груев), Стево Спасовски (Борис Сарафов), Димитър Гешоски (Анастас Лозанчев), Мите Грозданов (Никола Карев), Вукан Диневски (Славейко Арсов), Мето Йовановски (Тодор Попхристов), Димче Мешковски (Никола Русински), Гьоре Ивановски (Георги Сугарев), Кирил Ристоски (Васил Чекаларов), Кирил Андоновски (Пандо Кляшев), Любиша Трайковски (Георги Чуранов), Димитър Станковски (Йордан Пиперката), Димитър Костов (Парашкев Цветков), Петър Арсовски (Петър Ацев), Георги Колозов (Христо Узунов) и други.
Действието на филма се развива в началото на XX век в Македония, два месеца преди началото на Илинденското въстание, когато дейци на Вътрешната македоно-одринска революционна организация се събират в село Смилево за районен конгрес. Филмът представя гледна точка за дискусиите по взетото решение за вдигане на въстание, личните амбиции на някои от революционерите и методите на революционна борба.
| Име                | Име                | Роля             |
| ------------------ | ------------------ | ---------------- |
| Драги Костовски    | Драги Костовски    | Даме Груев       |
| Стево Спасовски    | Стево Спасовски    | Борис Сарафов    |
| Димитър Гешоски    | Димитар Гешоски    | Анастас Лозанчев |
| Мите Грозданов     | Мите Грозданов     | Никола Карев     |
| Вукан Димевски     | Вукан Димевски     | Славейко Арсов   |
| Мето Йовановски    | Мето Јовановски    | Тодор Попхристов |
| Димче Мешковски    | Димче Мешковски    | Никола Русински  |
| Гьоре Ивановски    | Ѓоре Ивановски     | Георги Сугарев   |
| Кирил Ристоски     | Кирил Ристоски     | Васил Чакаларов  |
| Кирил Андоновски   | Кирил Андоновски   | Пандо Кляшев     |
| Любиша Трайковски  | Љубиша Трајковски  | Георги Чуран     |
| Димитар Станковски | Димитар Станковски | Йордан Пиперката |
| Димитър Костов     | Димитар Костов     | Параскев Цветков |
| Петре Арсовски     | Петре Арсовски     | Петър Ацев       |
| Георги Колозов     | Ѓорѓи Колозов      | Христо Узунов    |
| Ратка Чоревска     | Ратка Ѓоревска     |                  |
| Борис Гьоревски    | Борис Ѓоревски     |                  |
| Мара Георгиева     | Мара Георгиева     |                  |
| Йосиф Йосифовски   | Јосиф Јосифовски   |                  |
| Панче Камджик      | Панче Камџик       |                  |
| Душан Костовски    | Душан Костовски    |                  |
| Методия Марковски  | Методија Марковски |                  |
| Томе Моловски      | Томе Моловски      |                  |
| Кирил Псалтиров    | Кирил Псалтиров    |                  |
| Ацо Стефановски    | Ацо Стефановски    |                  |
| Димче Стефановски  | Димче Стефановски  |                  |
| Станко Стоилков    | Станко Стоилков    |                  |
| Димитър Зози       | Димитар Зози       |                  |